# Cyathotrochus
Cyathotrochus is een geslacht van koralen uit de familie van de Turbinoliidae.

## Soorten
- Cyathotrochus nascornatus (Gardiner & Waugh, 1938)
- Cyathotrochus pileus (Alcock, 1902)